# Leknes, Vestland
Leknes är en tätort i Alvers kommun i Vestland fylke i västra Norge. Orten ligger vid Europaväg 39.
Tidigare har orten tillhört dåvarande Hamre kommun och därefter dåvarande Lindås kommun i Hordaland fylke.